# Turflucifer
De turflucifer (Cladonia incrassata) is een korstmos behorend tot de familie Cladoniaceae. Hij komt voor op steen, bomen, hout en op de grond. Hij leeft in symbiose met een trebouxioide alg.

## Verspreiding
De turflucifer komt voor in Europa en Noord-Amerika. In Nederland komt hij zeldzaam voor.

## Ecologie
Deze soort past zich vooral aan aan matig koele tot boreale bergklimaten; het heeft een verspreide, niet geconcentreerde diffusie. Gevonden op veengronden die rijk zijn aan humus en op hout in vergevorderde ontbinding. Het geeft de voorkeur aan een zeer zure pH van het substraat. De vochtbehoefte varieert van hygrofytisch tot behoorlijk hygrofytisch.

## Taxonomie
Hij werd het in 1828 wetenschappelijk beschreven als een nieuwe soort door de Duitse botanicus Heinrich Gustav Flörke.